# Katarzyna Niewiadoma
Katarzyna Niewiadoma-Phinney (ur. 29 września 1994 w Limanowej) – polska kolarka szosowa, młodzieżowa mistrzyni Europy w wyścigu ze startu wspólnego, brązowa medalistka mistrzostw świata w wyścigu ze startu wspólnego (2021) oraz w jeździe drużynowej na czas (2015), srebrna medalistka igrzysk europejskich (2015), zwyciężczyni Tour de France Femmes (2024).

## Kariera
Pochodzi z Ochotnicy Górnej. Karierę rozpoczynała w krakowskim klubie WLKS Krakus Swoszowice. W 2012 roku wywalczyła srebrny medal mistrzostw Polski w jeździe indywidualnej na czas juniorek, a także złoto w kategorii juniorek podczas Górskich Mistrzostw Polski.

### 2013
Przełomowym sezonem dla Niewiadomej był rok 2013. Podczas mistrzostw Polski w Sobótce Niewiadoma zajęła dwa 4. miejsca w kategorii open kobiet – zarówno w jeździe indywidualnej na czas, jak i wyścigu ze startu wspólnego, co dało jej dwa złote medale w kategorii do lat 23. Dwa miesiące później powtórzyła sukces sprzed roku, triumfując w wyścigu elity kobiet podczas Górskich Mistrzostw Polski i wygrywając zarazem kategorię młodzieżową. Po drodze błysnęła też na arenie międzynarodowej – w wyścigu kobiet do lat 23 podczas Mistrzostw Europy wywalczyła piąte miejsce.
Sukcesy młodej zawodniczki zaowocowały ofertą ze strony jednej z najlepszych ekip świata – holenderskiego Rabobanku. Niewiadoma rozpoczęła w sierpniu okres stażu, biorąc udział w holenderskim wyścigu Boels Ladies Tour. Jej występ spełnił oczekiwania zespołu – na ostatnim etapie finiszowała 12. i zmagania ukończyła na 10. miejscu, wygrywając równocześnie klasyfikację młodzieżową.
Ostatni cel sezonu – mistrzostwa świata we Florencji – zakończyła niepowodzeniem – z rywalizacji wyeliminowała ją kraksa. Mimo to, w październiku 2013 roku podpisała roczny kontrakt z holenderską ekipą.

### 2014
Starty w barwach nowej ekipy Niewiadoma rozpoczęła w lutym od wyścigu Ladies Tour of Qatar. Imprezy nie ukończyła – na drugim etapie z rywalizacji wyeliminowała ją kraksa. Polka na trasy powróciła po miesiącu przerwy, startując w szeregu belgijskich i holenderskich wyścigów jednodniowych. Dobrze sprawdziła się w roli pomocnika, pracując na sukcesy koleżanek z zespołu i zajmując wysoką 15. pozycję w jednym z najważniejszych wyścigów – Walońskiej Strzale kobiet.
W czerwcu Niewiadoma odniosła pierwsze zwycięstwo w zawodowej karierze, wygrywając szwajcarski wyścig GP Gippingen. Pod koniec miesiąca w Zawoni wywalczyła brązowy medal mistrzostw Polski w jeździe indywidualnej na czas elity kobiet, a miejsce na podium dało jej też złoto w gronie zawodniczek do lat 23. Medalu nie zdobyła na trasie wyścigu ze startu wspólnego, kończąc zmagania na 8. miejscu.
Startem w mistrzostwa Polski Niewiadoma zakończyła przygotowania do największego kobiecego wyścigu świata – Giro Rosa. Debiutująca w imprezie Polka pracowała na końcowy sukces mistrzyni świata – Marianne Vos – pokazując się równocześnie z bardzo dobrej strony na górskich etapach i ostatecznie wyścig kończąc na 11. miejscu, zajmując też trzecie miejsce w klasyfikacji młodzieżowej.
Niewiadoma stanęła także po raz pierwszy na podium wyścigu etapowego – w sierpniu zajęła 3. miejsce w pierwszej edycji Ladies Tour of Norway. Na drodze przygotowań do jesiennych mistrzostw świata błysnęła też ponownie w Boels Rentals Ladies Tour – tym razem wygrywając klasyfikację górską, kończąc ostatni etap na 3. miejscu i zajmując 8. miejsce w klasyfikacji generalnej.
We wrześniu podpisała dwuletnią prolongatę kontraktu z ekipą Rabo Liv, decydując się na pozostanie w holenderskiej drużynie do końca 2016 roku. Mając zabezpieczoną przyszłość, sezon zakończyła w hiszpańskiej Ponferradzie, przewodząc reprezentacji Polski podczas mistrzostw świata i wyścig ze startu wspólnego elity kobiet zmagania kończąc na 11. miejscu.

### 2015
Niewiadoma sezon zaczęła od przetarcia w wyścigach jednodniowych w Belgii, a w marcu wystartowała w pierwszej edycji włoskiego wyścigu Strade Bianche, zajmując 6. miejsce. Jeszcze wyżej uplasowała się w zaliczanej do Pucharu Świata La Flèche Wallonne – na Mur de Huy finiszując na 5. miejscu.
W czerwcu zajęła 2. miejsce w baskijskim klasyku Durango-Durnago Emakumeen Saria (1.2), a następnie triumfowała w pięciodniowym wyścigu Euskal Emakumeen Bira (2.1), w walce na sekundy odpierając ataki Asleigh Moolman i Emmy Johansson.
Po zakończeniu kampanii na Półwyspie Iberyjskim Niewiadoma wzięła udział w Igrzyskach Europejskich w Baku, zdobywając srebrny medal w wyścigu ze startu wspólnego elity kobiet. W ramach finalizacji przygotowań do startu w Giro Rosa Polka wystartowała w mistrzostwach Polski, do Włoch wyjeżdżając ze srebrem w jeździe na czas elity kobiet i złotym krążkiem w gronie orliczek.
Drugi start w największym wyścigu szosowym dla kobiet Niewiadoma rozpoczęła jako jedna z liderek zespołu Rabo Liv i na każdym z etapów zajmowała miejsca w ścisłej czołówce, a równa jazda na górskich odcinkach i 5. miejsce na bardzo trudnej, 22-kilometrowej czasówce dały jej czwarte miejsce w klasyfikacji generalnej przed ostatnim, górskim etapem. Polka na podjeździe do San Domenico di Varzo zajęła 7. miejsce i zmagania zakończyła na 5. pozycji, wygrywając równocześnie klasyfikację młodzieżową.
Niewiadoma do listy sukcesów w sierpniu dopisała kolejny wynik, w estońskim Tartu zdobywając tytuł mistrzyni Europy w wyścigu ze startu wspólnego kobiet do lat 23. Jej rajd na ostatniej rundzie i wygrany finisz z czteroosobowej grupki dał Polsce pierwszy w historii medal tej imprezy medal w tej kategorii. We wrześniu wciąż 20-letnia Polka wywalczyła wraz z ekipą Rabo-Liv brązowy medal mistrzostw świata w jeździe drużynowej na czas, a sezon zakończyła 7. miejscem w wyścigu ze startu wspólnego.

### 2023
Niewiadoma zdobyła tytuł mistrzyni świata w kolarstwie gravelowym. Polka wygrała wyścig w Wenecji Euganejskiej, zdobywając pierwsze miejsce dzięki samodzielnej akcji pod koniec wyścigu. Za nią, kolejne pozycje na podium uzyskały Silvia Persico z Włoch oraz Demi Vollering z Holandii.

### 2024
Katarzyna Niewiadoma podczas igrzysk olimpijskich w Paryżu wzięła udział w wyścigu ze startu wspólnego, zajmując 8. lokatę. W odbywającym się wkrótce potem Tour de France Femmes zajęła pierwsze miejsce w klasyfikacji końcowej.

## Najważniejsze osiągnięcia
2012
- 2. miejsce w mistrzostwach Polski juniorek (jazda indywidualna na czas)

2013
- 1. miejsce w mistrzostwach Polski U-23 (jazda indywidualna na czas)
- 1. miejsce w mistrzostwach Polski U-23 (start wspólny)
- 5. miejsce w mistrzostwach Europy (start wspólny)
- 1. miejsce w Górskich Mistrzostwach Polski
  - 1. miejsce w klasyfikacji młodzieżowej Boels Ladies Tour

2014
- 1. miejsce w GP Gippingen
- 3. miejsce w Ladies Tour of Norway
  - 1. miejsce w klasyfikacji młodzieżowej i górskiej
- 3. miejsce w mistrzostwach Polski (jazda indywidualna na czas)
  - 1. miejsce w klasyfikacji górskiej Boels Ladies Tour

2015
- 1. miejsce w mistrzostwach Europy do lat 23 (start wspólny)
- 1. miejsce w Emakumeen Euskal Bira
- 2. miejsce na igrzyskach europejskich (start wspólny)
- 3. miejsce w Boels Rental Hills Classic
- 5. miejsce w La Flèche Wallonne
- 5. miejsce w Giro Rosa
  -  1. miejsce w klasyfikacji młodzieżowej
- 6. miejsce w Strade Bianche
- 3. miejsce w mistrzostwach świata (jazda drużynowa na czas)
- 7. miejsce w mistrzostwach świata (start wspólny)

2016
- 1. miejsce w klasyfikacji młodzieżowej rankingu UCI Women’s World Tour
- 1. miejsce w mistrzostwach Polski (start wspólny)
- 1. miejsce w mistrzostwach Polski (jazda indywidualna na czas)
- 1. miejsce w Giro del Trentino Alto Adige-Südtirol
  - 1. miejsce na 1. etapie
- 1. miejsce w Festival Elsy Jacobs
  - 1. miejsce na 2. etapie
  - 1. miejsce w klasyfikacji młodzieżowej
- 1. miejsce w Ronde van Gelderland
- 2. miejsce w mistrzostwach Europy (start wspólny)
  -  1. miejsce w kategorii do lat 23
- 2. miejsce w Strade Bianche
- 5. miejsce w Holland Ladies Tour
  - 1. miejsce na etapach 3. i 6.
  - 1. miejsce w klasyfikacji młodzieżowej i punktowej
- 6. miejsce na igrzyskach olimpijskich (start wspólny)
- 7. miejsce w Giro Rosa
  -  1. miejsce w klasyfikacji młodzieżowej
- 7. miejsce w Trofeo Alfredo Binda
- 10. miejsce w Ronde van Vlaanderen
- 8. miejsce w mistrzostwach świata (jazda drużynowa na czas)

2017
- 2. miejsce w Strade Bianche
- 3. miejsce w Amstel Gold Race
- 3. miejsce w La Flèche Wallonne Féminine
- 3. miejsce w Liège-Bastogne-Liège
- 1. miejsce w The Women’s Tour
  - 1. miejsce na 1. etapie
- 3. miejsce w rankingu UCI Women’s World Tour

2018
- 2. miejsce w Strade Bianche
- 1. miejsce w Trofeo Alfredo Binda
- 3. miejsce w Tour of California

2019
- 3. miejsce w Strade Bianche
- 1. miejsce w Amstel Gold Race
- 2. miejsce w The Women’s Tour
  - 1. miejsce w klasyfikacji górskiej
  - 1. miejsce na 4. etapie
- 5. miejsce w Giro Rosa

2020
- 3. miejsce w mistrzostwach Europy (start wspólny)
- 2. miejsce w Giro Rosa

2021
- 2. miejsce w Dwars door Vlaanderen
- 2. miejsce w La Flèche Wallonne Féminine
- 3. miejsce w mistrzostwach świata (start wspólny)

2022
- 2. miejsce w Brabantse Pijl
- 3. miejsce w The Women’s Tour
- 3. miejsce w Tour de France Femmes

2023
- 3. miejsce w Itzulia Women
- 3. miejsce w Tour de France Femmes
  - 1. miejsce w klasyfikacji górskiej
- 2. miejsce w Tour de Romandie Féminin
- 1. miejsce w gravelowych mistrzostwach świata

2024
- 2. miejsce w Volta Femenina de la Comunitat Valenciana
- 2. miejsce w Ronde van Vlaanderen
- 1. miejsce w La Flèche Wallonne Féminine
- 1. miejsce w klasyfikacji górskiej Thüringen Ladies Tour
- 8. miejsce na igrzyskach olimpijskich (start wspólny)
- 1. miejsce w Tour de France Femmes

2025
- 3. miejsce w Tour de Suisse Women
- 2. miejsce w mistrzostwach Polski (jazda indywidualna na czas)
- 1. miejsce w mistrzostwach Polski (start wspólny)
- 3. miejsce w Tour de France Femmes

## Rankingi
| Rok            | 2013 | 2014 | 2015 | 2016 | 2017 | 2018 | 2019 | 2020 | 2021 | 2022 | 2023 | 2024 |
| -------------- | ---- | ---- | ---- | ---- | ---- | ---- | ---- | ---- | ---- | ---- | ---- | ---- |
| Ranking UCI    | 106. | 35.  | 12.  | 7.   | 5.   | 9.   | 7.   | 11.  | 7.   | 13.  | 6.   | 7.   |
| UCI World Tour |      |      |      | 11.  | 3.   | 8.   | 4.   | 13.  | 7.   | 11.  | 5.   | 6.   |
|                |      |      |      |      |      |      |      |      |      |      |      |      |
| Źródło: UCI    |      |      |      |      |      |      |      |      |      |      |      |      |

## Życie prywatne
W 2024 wyszła za mąż za byłego amerykańskiego kolarza Taylora Phinneya.